# Guatteria tonduzii
Guatteria tonduzii är en kirimojaväxtart som beskrevs av Friedrich Ludwig Diels. Guatteria tonduzii ingår i släktet Guatteria och familjen kirimojaväxter. IUCN kategoriserar arten globalt som nära hotad. Utöver nominatformen finns också underarten G. t. leptopus.